# Serie Radeon HD 5000
La Serie Radeon HD 5000 (nombre código Evergreen) es una familia de GPU desarrollada por AMD para sus productos Radeon, bajo la marca ATI. Se empleó en la serie de tarjetas gráficas Radeon HD 5000 y compitió directamente con la serie GeForce 400 de Nvidia.

## Lanzamiento
La existencia se vio en una diapositiva de presentación de AMD Technology Analyst Day July 2007 como "R8xx". AMD celebró un evento de prensa en el museo USS Hornet el 10 de septiembre de 2009 y anunció la tecnología de múltiples pantallas ATI Eyefinity y las especificaciones de las variantes de la serie Radeon HD 5800. Las primeras variantes de la serie Radeon HD 5800 se lanzaron el 23 de septiembre de 2009, y la serie HD 5700 se lanzó el 12 de octubre y HD 5970 se lanzó el 18 de noviembre. El HD 5670 se lanzó el 14 de enero de 2010 y las series HD 5500 y 5400 se lanzaron en febrero de 2010, completando lo que parecía ser la mayor parte de la gama de GPU Evergreen de AMD.
La demanda superó con creces el suministro unos dos meses después del lanzamiento. Muchos minoristas en línea seguían teniendo problemas para mantener en inventario las series 5800 y 5900.

## Arquitectura
Este artículo trata sobre todos los productos bajo la marca Radeon HD 5000 Series. TeraScale 2 fue introducido junto con esto.
- en productos de Radeon HD 5830 y superiores Estos productos tienen la capacidad de calcular el formato de coma flotante de doble precisión.
- en Radeon HD 5770 y debajo de los productos de Estos productos tienen la capacidad de calcular solo el formato de coma flotante de precisión simple.
- El cumplimiento de OpenGL  4.x requiere el soporte de FP64 shaders. Esto se implementan mediante emulación en algunas GPU TeraScale.

### Soporte multimonitor
Los controladores de pantalla en matriz con la nueva marca AMD Eyefinity se introdujeron con la serie Radeon HD 5000. Todos los productos de la serie HD 5000 tienen capacidades Eyefinity que admiten tres salidas. La Radeon HD 5870 Eyefinity Edition, sin embargo, admite seis salidas mini DisplayPort, todas las cuales pueden estar activas simultáneamente.
La tubería de visualización admite la gama xvYCC y la salida de 12 bits por componente a través de HDMI. Salida HDMI 1.3a. Las GPU Radeon R700 de la generación anterior en la serie Radeon HD 4000 solo admiten audio LPCM 7.1 y no admiten salida de secuencia de bits para formatos de audio Dolby TrueHD y DTS-HD Master Audio a decodificadores externos. Esta característica ahora es compatible con las GPU de la familia Evergreen. En las GPU de la familia Evergreen, las salidas DisplayPort en placa tienen capacidad de salida de 10 bits por componente,{{cita requerida}} y la salida HDMI tiene una capacidad de salida de 12 bits por componente.
|          | DVI-I/VGA | DVI-I/VGA | HDMI     | DisplayPort |
| -------- | --------- | --------- | -------- | ----------- |
| Opción 1 | Activo    | Activo    | Inactivo | Activo      |
| Opción 2 | Activo    | Inactivo  | Activo   | Activo      |

### Aceleración de video
El Decodificador de video unificado (UVD 2.2) está presente en todos los productos y es compatible con AMD Catalyst 9.11 y posterior a través de DXVA  2.0 en Microsoft Windows y VDPAU en Linux y FreeBSD. El controlador de dispositivo de gráficos de código abierta ATI/AMD también es compatible con UVD.

### OpenCL
OpenCL acelera muchas aplicaciones de software científicas contra CPU hasta factor 10 o 100 y más. Open CL 1.0 a 1.2 son compatibles con todos los chips con Terascale 2 y 3.

## Productos de escritorio

### Radeon HD5900

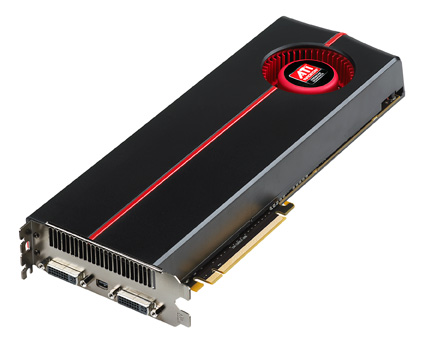
ATI Radeon HD 5970

Con nombre código Hemlock, la serie Radeon HD 5900 fue anunciada el 12 de octubre de 2009, comenzando con HD 5970. a serie Radeon HD 5900 utiliza dos procesadores gráficos Cypress y un puente PCIe de terceros. Similar a las tarjetas gráficas de la serie Radeon HD 4800 X2; sin embargo, AMD ha abandonado el uso del apodo X2 para las variantes de doble GPU comenzando con la serie Radeon HD 5900, convirtiéndose en la única serie dentro de la familia de la GPU Evergreen que tiene dos GPU en una PCB.

### Radeon HD5800
Con el nombre código Cypress, la serie Radeon HD 5800 fue anunciada el 23 de septiembre de 2009. Los productos incluyen Radeon HD 5850 y Radeon HD 5870. Radeon HD 5870 puede soportar tres salidas de pantalla como máximo, y una de estas tiene que ser compatible con DisplayPort. En términos de rendimiento general, el 5870 compite con las líneas GTX 470 y GTX 480 de Nvidia, estando más cerca de la GTX 480 que la GTX 470. Se lanzó una edición Eyefinity 6 de Radeon HD 5870, con 2 memorias GiB GDDR5, que admite seis pantallas simultáneas, todas para ser conectadas a una de las salidas mini DisplayPort y que soportan esta conexión de forma nativa para no requerir hardware adicional. La Radeon HD 5870 tiene 1600 procesadores de sombreado utilizables, mientras que la Radeon HD 5850 tiene 1440 núcleos de corriente utilizables, ya que 160 de los 1600 núcleos totales están desactivados durante la agrupación del producto que detecta áreas potencialmente defectuosas del chip. El 25 de febrero de 2010 se lanzó una Radeon HD 5830. La Radeon HD 5830 tiene 1120 núcleos de transmisión utilizables y un reloj de núcleo estándar de 800 MHz.

### Radeon HD5700
El nombre clave de la GPU 5700 era Juniper y era exactamente la mitad de Cypress. La mitad de los motores de sombreado, la mitad de los controladores de memoria, la mitad de los ROP, la mitad de las TMU y la mitad de todo. El 5750 tenía un motor de sombreado desactivado (de 10), por lo que tenía 720 procesadores stream, mientras que el 5770 tenía los diez habilitados. Además, el 5750 funcionaba a 700 MHz y un voltaje más bajo, mientras que el 5770 usaba más potencia, pero funcionaba a 850 MHz. Ambas tarjetas se encontraban normalmente con 1 GB de memoria GDDR5, pero existían variantes de 512 MB, y el rendimiento se veía afectado en menor medida.

### Radeon HD5600
Con nombre clave Redwood XT, la serie 5600 tiene habilitados los cinco motores de sombreado de Redwood. Como cada uno de ellos tiene 80 unidades VLIW-5, esto le dio 400 procesadores stream. Los relojes de referencia eran de 775 MHz para todos los 5600, mientras que los relojes de memoria variaban entre los OEM, al igual que el uso de la memoria DDR3 y GDDR5, siendo esta última el doble de rápida.

### Radeon HD5500

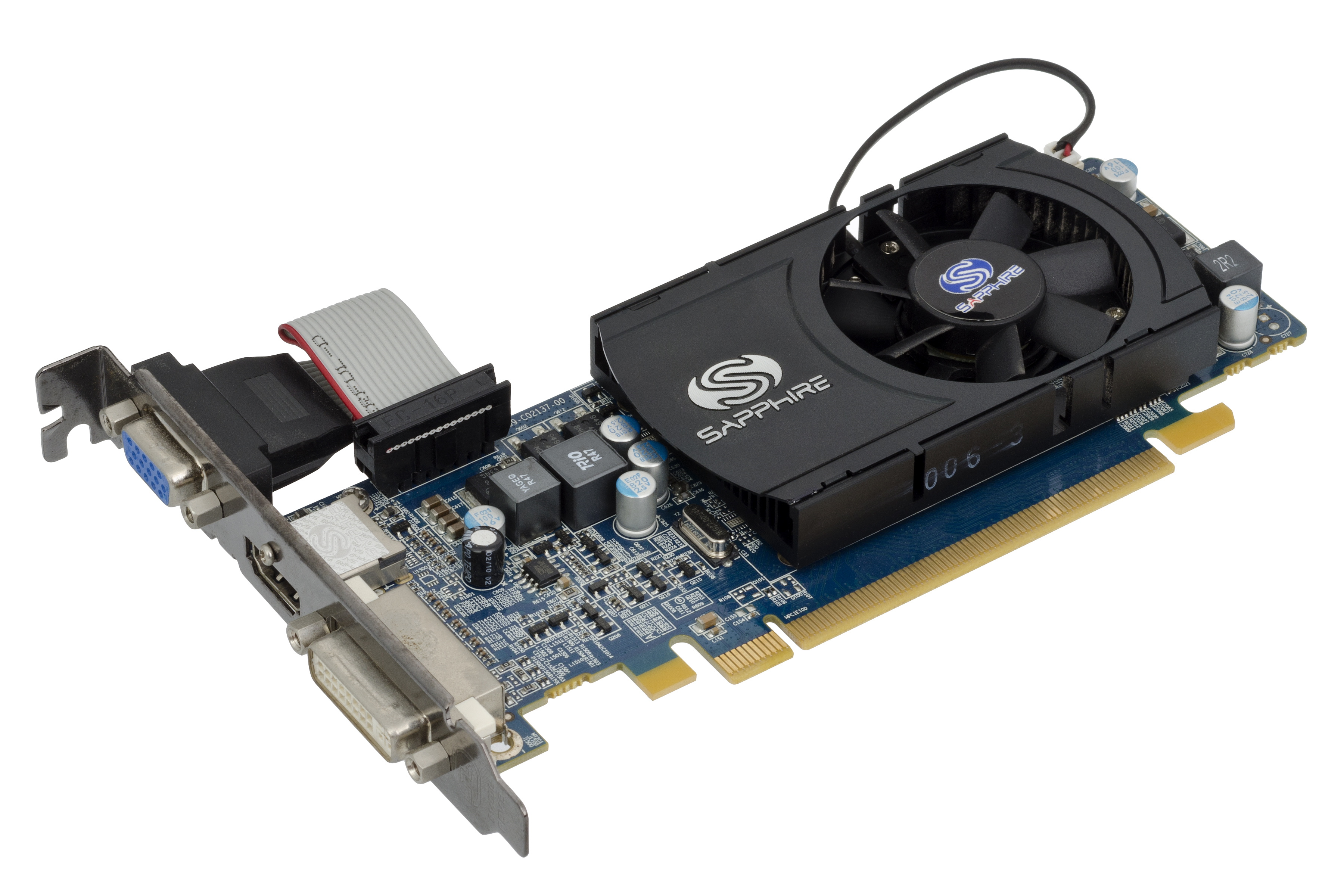
Tarjeta HD 5570 de perfil bajo

El Radeon HD 5570 fue lanzado el 9 de febrero de 2010, utilizando la GPU Redwood XT como se ve en la serie 5600. La primera versión se limitó a la memoria DDR3, pero más tarde, ATI agregó soporte para la memoria GDDR5. Una variante más, con solo 320 núcleos de flujo, está disponible y se sugirió Radeon HD 5550 como nombre del producto. Los 5570 y 5550 estaban disponibles con memoria GDDR5, GDDR3 y DDR2. La variante 5550 deshabilitó un motor de sombreado, por lo que solo tenía 320 procesadores de flujo (4 motores, 80 unidades VLIW-5 cada uno).
Todos los diseños de referencia de las placas de la serie Radeon HD 5500 son de media altura, lo que los hace adecuados para un chasis con formato de perfil bajo.

### Radeon HD5400

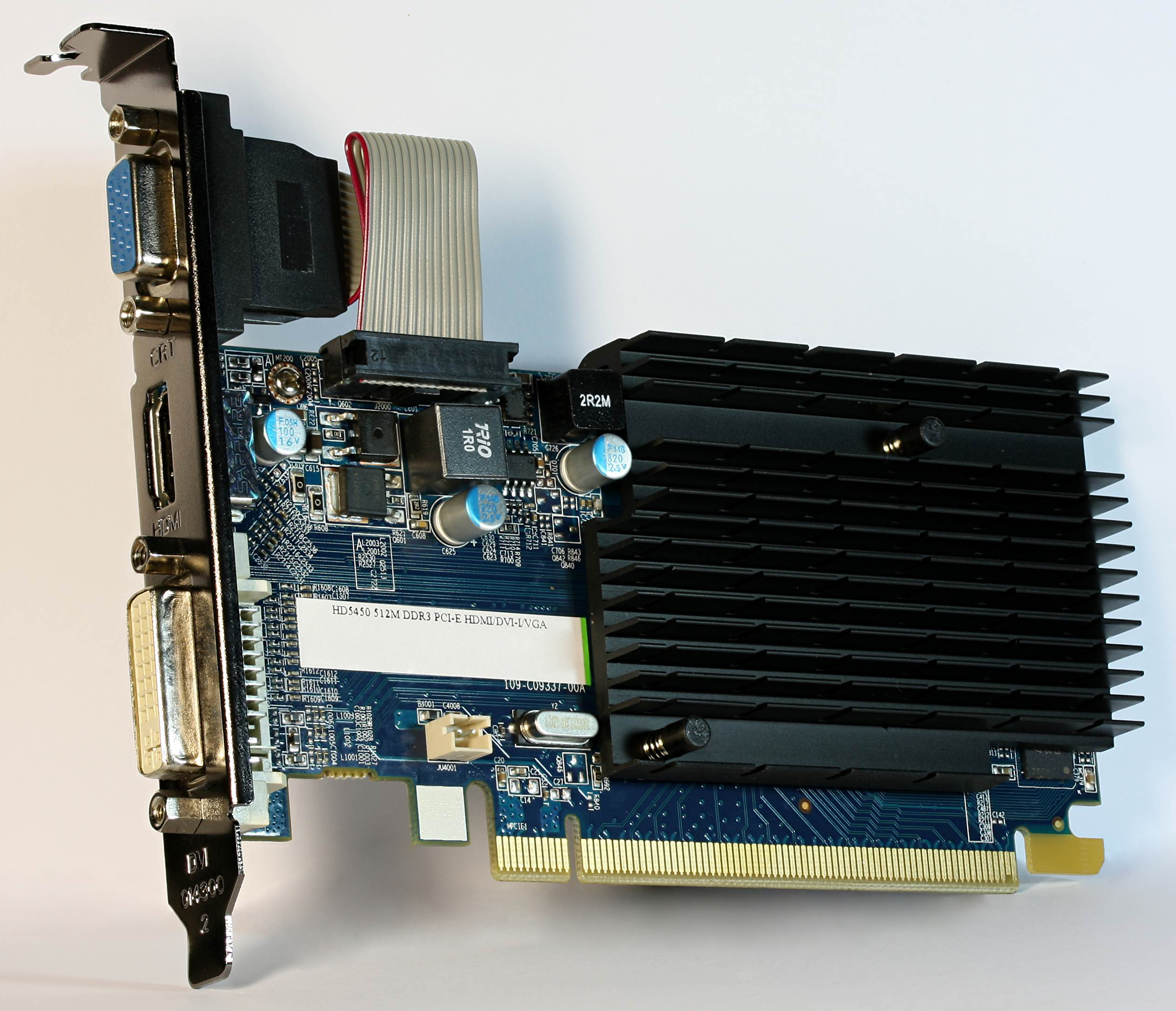
Tarjeta Radeon HD 5450 de Sapphire Technology

Con nombre código Cedar, la serie Radeon HD 5400 fue anunciada el 4 de febrero de 2010, comenzando con la HD 5450. La Radeon HD 5450 tiene 80 núcleos de flujo, un reloj central de 650 MHz y memoria DDR2 o DDR3 de 800 MHz. La serie 5400 está diseñada para asumir un tamaño de tarjeta de bajo perfil.

## Controladores de dispositivos gráficos

### Controlador propietario "Catalyst"
AMD Catalyst está siendo desarrollado para Microsoft Windows y Linux. A partir de julio de 2014, otros sistemas operativos no son oficialmente compatibles. Esto puede ser diferente para la marca AMD FirePro, que se basa en hardware idéntico pero cuenta con controladores de dispositivos gráficos certificados por OpenGL.
AMD Catalyst es compatible por supuesto con todas las funciones anunciadas para la marca Radeon.

### Controlador de código abierto "Radeon"
Los controladores de código abierto se desarrollan principalmente en Linux y para Linux, pero también se han migrado a otros sistemas operativos. En HD5000, el controlador usa las siguientes seis partes:
1. Componente del kernel Linux DRM
2. Componente del kernel Linux KMS: básicamente el controlador de dispositivo para el controlador de pantalla en kernel, llamado "radeon"
3. Componente de espacio de usuario libDRM: básicamente uno de los controladores 3d. La serie HD5000 está utilizando el controlador "r600g"
4. Componente de espacio de usuario en Mesa 3D
5. Controlador de dispositivo gráfico 2D especial para X.Org Server; con esta tarjeta, se usa EXA en lugar de Glamor

El controlador de gráficos "Radeon", de código abierto es compatible con la mayoría de las funciones implementadas en la línea de GPU de Radeon.
Los controladores de dispositivos gráficos "Radeon" de código abierto no están diseñados por ingeniería inversa, sino que se basan en la documentación publicada por AMD.